# Мускета модел 1816
Мускета модел 1816 (енгл. Springfield Model 1816), мускета кремењача глатке цеви калибра од 0.69 инча (17,5 мм). После 1844. већина ових мускета је преправљена у каписларе, и тако су коришћене у Америчком грађанском рату. Направљено је 675.000 комада, дужина цеви је 42 инча (106,68 цм). Врло је слична моделу 1822.